# 莊淇銘
莊淇銘（1956年6月24日—），臺灣政治人物、作家、教育工作者，現為台北教育大學數位科技設計學系教授、台灣民眾黨智庫台灣新故鄉智庫協會發起人兼理事；過去曾為建國黨發起人、淡江大學教授、台北教育大學校長。

## 生平
莊淇銘曾任中華民國電腦輔助教學協會理事長、中華民國多媒體英語學會理事長、中華民國資訊學會理事、資訊工業策進會顧問、台北縣政府顧問、台北市政府研究發展考核委員會委員、高雄市政府顧問、台灣人權促進會理事、綠色和平電台節目主持人、僑務委員會電視節目《宏觀天下》主持人、《臺灣時報》主筆、《民眾日報》主筆、淡江大學教授、淡江大學資訊工程系主任、淡江大學資訊研究所所長、開南管理學院（現在的開南大學）和高雄市立空中大學的教授兼校長、考試院典試委員、國立台北教育大學教育政策經營研究所教授、國立台北教育大學兩性平等教育委員會主任委員、國立台北教育大學校長。
莊淇銘目前擔任台北教育大學數位科技設計學系暨教育經營管理研究所教授。

## 經歷
- 1980年在國立成功大學環境工程學系取得學士學位。
- 進入中華民國海軍陸戰隊服預官役。退伍後，1984年在美國俄亥俄州立大學取得電腦碩士學位。
- 1988年在路易斯安那州立大學取得資訊工程博士學位。返回台灣後在淡江大學擔任副教授，1998年升任正教授。
- 1990年代曾經是台灣獨立運動的積極支持者，1996年成為建國黨創黨發起人之一。但在1997年10月6日建國黨一周年黨慶後第三天，與同是建國黨創黨發起人的陳憲國、張豐藤、莊傳賢、吳文偉、謝錦棠發表聯合聲明宣布退黨，從此與台灣獨立運動漸行漸遠。
- 2011年2月24日擔任國家展望文教基金會中國研究中心人文社會組召集人。
- 2022年1月1日擔任新竹縣政府新聞處首任處長。

## 作品
- 《衝擊》，前衛出版社1993年5月初版，ISBN 9578994109
- 《黃昏的故鄉：衝擊之二》，前衛出版社1994年6月初版，ISBN 957899477X
- 《告別中國》，前衛出版社1995年4月初版，ISBN 9578010303
- 《建國會成功》，前衛出版社1996年5月初版，ISBN 957801094X
- 《開啟二十一世紀之鑰－未來學》，前衛出版社1997年初版，ISBN 9578011180
- 《資訊政策與法規》，前衛出版社1998年初版，ISBN 957801189X
- 《1小時學會五十音：莊淇銘教授精心研發，超倍速日語聯想記憶法》，如何出版社2001年4月初版，ISBN 957-607-609-9
- 《掌握學習基因：善用你的超級生化機器》，如何出版社2001年5月初版，ISBN 957-607-600-5
- 《1小時學會片假名》，如何出版社2001年8月初版，ISBN 957-607-663-3
- 《從此不怕背單字：英語單字快速聯結記憶法》，如何出版社2002年1月初版，ISBN 957-607-753-2
- 《學習創造了奇蹟：我如何從落榜生成為大學校長》，如何出版社2002年8月初版，ISBN 957-607-817-2
- 《資訊概論》，華泰文化2002年8月初版，ISBN 9576093880
- 《創意總比別人多：活用知識管理開發創意》，如何出版社2002年12月初版，ISBN 9576078660
- 《啟創意、動商機》，宏範國際2003年7月初版，ISBN 9789572845387
- 《超倍速學習：6天突破學習困境》，新自然主義2004年2月初版，ISBN 957696542X
- 《神奇的語言學習法：莊淇銘教授的心得與見證》，新自然主義2004年2月初版，ISBN 9576965438
- 《就是要你學會創意》，天下文化2004年3月初版，ISBN 9864172638
- 《就是要你好口才：6步驟成為溝通高手》，天下文化2004年8月初版，ISBN 9864173510
- 《未來學能教你的事》，天下文化，2005年7月初版，ISBN 9864175327
- 《「學習」已經落伍了！掌握知識管理才是贏家》，新自然主義2006年8月初版，ISBN 9789576966125
- 《知識不是力量》，晨星出版，2009年4月初版，ISBN 9789861772714
- 《驚豔臺灣：生態大國的未來願景》，商周出版2010年7月初版，ISBN 9789862720127
- 《章魚工作成功術》，晨星出版，2011年8月初版，ISBN 9789861775166
- 《12年國教的危機與因應》，沙鷗國際多媒體2013年1月初版，ISBN 978-986-89232-0-1
- 《第五波》，晨星出版，2016年8月初版，ISBN 9789864431618